# Кононенко, Никита Никифорович
Никита Никифорович Кононенко (1922—2000) — гвардии полковник Советской Армии, участник Великой Отечественной войны, Герой Советского Союза (1946).

## Биография
Никита Кононенко родился 16 апреля 1922 года в селе Самотоевка (ныне — Краснопольский район Сумской области Украины). Окончил восемь классов школы, школу фабрично-заводского ученичества и аэроклуб. В феврале 1940 года Кононенко был призван на службу в Рабоче-крестьянскую Красную Армию. В том же году он окончил Чугуевское военное авиационное училище лётчиков, в 1943 году — курсы штурманов эскадрилий. С февраля 1943 года — на фронтах Великой Отечественной войны. Принимал участие в боях на Брянском, Центральном, Воронежском, Степном, 2-м Украинском фронтах.
К февралю 1945 года гвардии капитан Никита Кононенко был штурманом 179-го гвардейского истребительного авиаполка 14-й гвардейской истребительной авиадивизии 3-го гвардейского истребительного авиационного корпуса 5-й воздушной армии 2-го Украинского фронта. К тому времени он совершил 169 боевых вылетов, принял участие в 52 воздушных боях, сбив 15 вражеских самолётов лично и ещё 9 — в составе группы.
Указом Президиума Верховного Совета СССР от 15 мая 1946 года за «образцовое выполнение боевых заданий командования на фронте борьбы с немецкими захватчиками и проявленные при этом мужество и героизм» гвардии капитан Никита Кононенко был удостоен высокого звания Героя Советского Союза с вручением ордена Ленина и медали «Золотая Звезда» за номером 5450.
К Победе штурман 177-го гвардейского истребительного авиационного полка (14-я ГИАД, 3-й ГИАК) гвардии капитан Н. Н. Кононенко совершил 193 боевых вылета, провёл 56 воздушных боёв, сбил лично 19 и в составе группы 9 вражеских самолётов.
После окончания войны Кононенко продолжил службу в Советской Армии. В 1958 году окончил Военную командную академию ПВО. В 1965 году в звании полковника Кононенко был уволен в запас. Проживал и работал в Белгороде. Скончался 11 ноября 2000 года, похоронен на Ячневском кладбище Белгорода.
Был также награждён тремя орденами Красного Знамени, орденом Александра Невского, двумя орденами Отечественной войны 1-й степени, орденом Красной Звезды, рядом медалей.